# Harkujärve
Harkujärve är en by i Estland. Den ligger i Harku kommun och i landskapet Harjumaa. Antalet invånare var 899 år 2011. Byn är namngiven efter sjön Harku järv.
Harkujärve ligger 16 meter över havet och terrängen runt byn är platt. Runt Harkujärve är det tätbefolkat, med 982 invånare per kvadratkilometer. Närmaste större samhälle är Tallinn, 9 km öster om Harkujärve. I omgivningarna runt Harkujärve växer i huvudsak blandskog.